# Kammersänger
Kammersänger (Abkürzung: KS) ist ein beruflicher Ehrentitel für Sänger der Klassik, mit dem ihre bisherige und herausragende künstlerische Arbeit, unabhängig von Alter und Engagementszeiten, bzw. das künstlerische Lebenswerk ausgezeichnet wird. Die Verleihung erfolgt an klassisch ausgebildete und tätige Opern- bzw. Konzertsänger (Sparten: Oper, Operette, Oratorium, Konzert, Lied). Der Titel wird ohne finanzielle Dotierung in der Bundesrepublik Deutschland und in Österreich auf Intendanz- bzw. Kulturdezernatsvorschlag von staatlichen, städtischen bzw. gesellschaftlichen Institutionen verliehen (für die Lage in Österreich siehe dazu auch den Artikel Berufstitel).
In der DDR wurden von den Musiktheatern verdienstvolle Künstler vorgeschlagen, die diesen beruflichen sowie undotierten Ehrentitel vom Ministerium für Kultur der DDR bzw. vom Rat des Bezirkes / Abteilung Kultur verliehen bekamen. In früheren Zeiten wurde der Titel auch in den deutschen Territorialstaaten und in der k. u. k. Monarchie von Fürsten oder Königen persönlich verliehen (z. B. „Königlicher Hofopernsänger“).
Letzterer Ehrentitel wird nach wie vor in Schweden z. B. als Hofsänger (hovsångare) vom König an Opernsänger verliehen, siehe Königliche Oper (Stockholm).

## Bezeichnungsherkunft
Ähnlich wie die Begriffe Hofkammer oder auch Kammermusik leitet sich der Titel von der höfischen Kammer ab. Ein Kammermusiker stand ursprünglich in fürstlichem Sold. Später wurde die Bezeichnung als höfischer Ehrentitel vergeben. Kammermusiker zu sein hieß nicht zwingend, weltliche Kammermusik zu machen; man konnte auch ausschließlich der Kirchenmusik verschrieben sein.

## Ähnliche Titel
- Kammerschauspieler
- Staatsschauspieler
- Kammermusiker
- Kammervirtuose
- Kammertänzer
- Kammerkomponist/Kammerkompositeur